# Pellendorf (Gemeinde Himberg)
Pellendorf ist ein Ort, eine Ortschaft und eine Katastralgemeinde der Marktgemeinde Himberg im niederösterreichischen Bezirk Bruck an der Leitha. Die Ortschaft hat 707 Einwohner (Stand 1. Jänner 2024).

## Geographie
Pellendorf liegt zwischen Himberg und Zwölfaxing und besteht neben dem Dorf aus einer Badeteichsiedlung. Diese zwischen Pellendorf und Zwölfaxing gelegene ehemalige Schottergrube wurde Anfang der 1970er Jahre als Badeteichsiedlung für die Nutzung ausschließlich im Sommerhalbjahr erschlossen und parzelliert. Seit dem Jahr 2014 besteht auch dort ganzjähriges Wohnrecht, somit ist seither für Bewohner der Kafkateiche auch die Begründung des Hauptwohnsitzes möglich.

## Geschichte

### 1091 bis 1563
Nach einer Traditionsnotiz des Benediktinerstiftes Göttweig noch vor dem Jahre 1091 widmete die Edle Bertha diesem Stift “ad Pellindorph mansons IV liberales” (vier Freihufen, ein Ackerland von circa 150 Joch). Diese Stiftung erfolgte zum Seelenheil ihres verstorbenen Gatten Albuiers. Obwohl diese Notiz keine Zeitangabe aufweist, ist diese Widmung offenbar identisch mit der Bestätigungsurkunde König Heinrichs V. vom 6. September 1108.
Urkundlich wurde Pellendorf zum ersten Mal im Jahr 1108 erwähnt, wobei der Ortsname seit frühester Zeit in verschiedenen Schreibweisen, und zwar als Pellindorf, Pellindorph, Pöllndorf aufscheint.
Um 1429 soll der Ort den Ebersdorfern zu Ebersdorf (heutiges Wien-Kaiserebersdorf) gehört haben.
Zufolge einer Beschreibung im Urbar Himberg aus dem Jahre 1499 war auch dieses Dorf ganz verödet und unbewohnbar – eine Folge der ständigen Einfälle aus dem Osten. Nach der Ersten Wiener Türkenbelagerung im Jahr 1529 wird Pellendorf mit italienischen Ansiedlern wieder bevölkert.
Da die Steuerleistung immer mehr abnahm stoppte man den Zuzug aus Italien und betrieb die Wiederbestiftung der Höfe durch deutsche Bauern. Von den insgesamt 22 behausten Gütern befanden sich Mitte des 16. Jahrhunderts elf Höfe in italienischen Händen. Eine Eintragung im Vizedomischen Hauptbuch aus dem Jahre 1563 nennt erstmals die Namen von zwölf Bauern aus Pellendorf im Zusammenhang mit der Heueinbringung für die landesfürstlichen Stallungen in Wien.

### 1576 bis 1710
Ab 1576 bemühten sich mehrere Adelige um die Übertragung der Lehnsrechte für diesen Ort. Diese wurden jedoch abgelehnt, weil der Landesfürst aus Pellendorf für die „Jagerei und den Hofstall“ wichtige Nutzungen und Naturalleistungen genoss.
Das Jahr 1591 bringt die ersten genauen Angaben über Pellendorf. Aufzeichnungen werden angeordnet. Nach diesen Aufzeichnungen gehörte Pellendorf mit „22 urbar höldten“ (untertänige Holden) in das vizedomische Urbar. Der Ort gehörte dem Landesfürsten. Im Jahre 1661 wird Pellendorf dem Grafen Franz Bernhard von Urschenbeck (1616–1672), kaiserlicher Kämmerer und Obrist-Hoffalkenmeister unter Ferdinand III. als Gegenleistung für treuen Dienst als pfandweisen vererblichen Besitz überlassen. Pellendorf erleidet 1683 durch die Zweite Wiener Türkenbelagerung schwere Schäden an Mensch und Gebäude.

### 1710 bis 1938
Nach mehrfachem Besitzwechsel wird die Herrschaft Pellendorf im Jahre 1710 von Konstantin Joseph von Gatterburg (1678–1734) erworben, der den Ort mit der Herrschaft Zwölfaxing vereinigt. Das Gut Pellendorf wird nach mehrmaligen Besitzwechsel schließlich erworben von Anton Dreher, dem Besitzer der Brauerei Schwechat. Laut Adressbuch von Österreich waren im Jahr 1938 in der Ortsgemeinde Pellendorf ein Gastwirt, ein Gemischtwarenhändler, eine Hebamme, ein Landesproduktehändler, ein Pfaidler, ein Schmied und mehrere Landwirte ansässig. Außerhalb des Ortes gab es eine Sandgrube mit Schottergewinnung.

### 1938 bis 1972
Die größte verwaltungsmäßige Veränderung brachte für die Gemeinde Pellendorf auch die mit 15. Oktober 1938 erfolgte Eingemeindung nach Groß-Wien. Der Ort gehörte bis zur erfolgten Ausgemeindung mit 30. August 1954 zum damaligen XXIII. Wiener Gemeindebezirk Schwechat und damit während der 16-jährigen Zugehörigkeit zur Stadt Wien zum lokalen Amtsbereich der Amtsstelle Himberg. Im Zuge der NÖ. Kommunalstrukturverbesserung vom 19. Dezember 1970 wurde der Ort Pellendorf mit Wirksamkeit vom 1. Jänner 1972 zwangsweise mit der Marktgemeinde Himberg vereinigt. Der letzte Bürgermeister von Pellendorf war Johann Prendl.

### 1972 bis heute

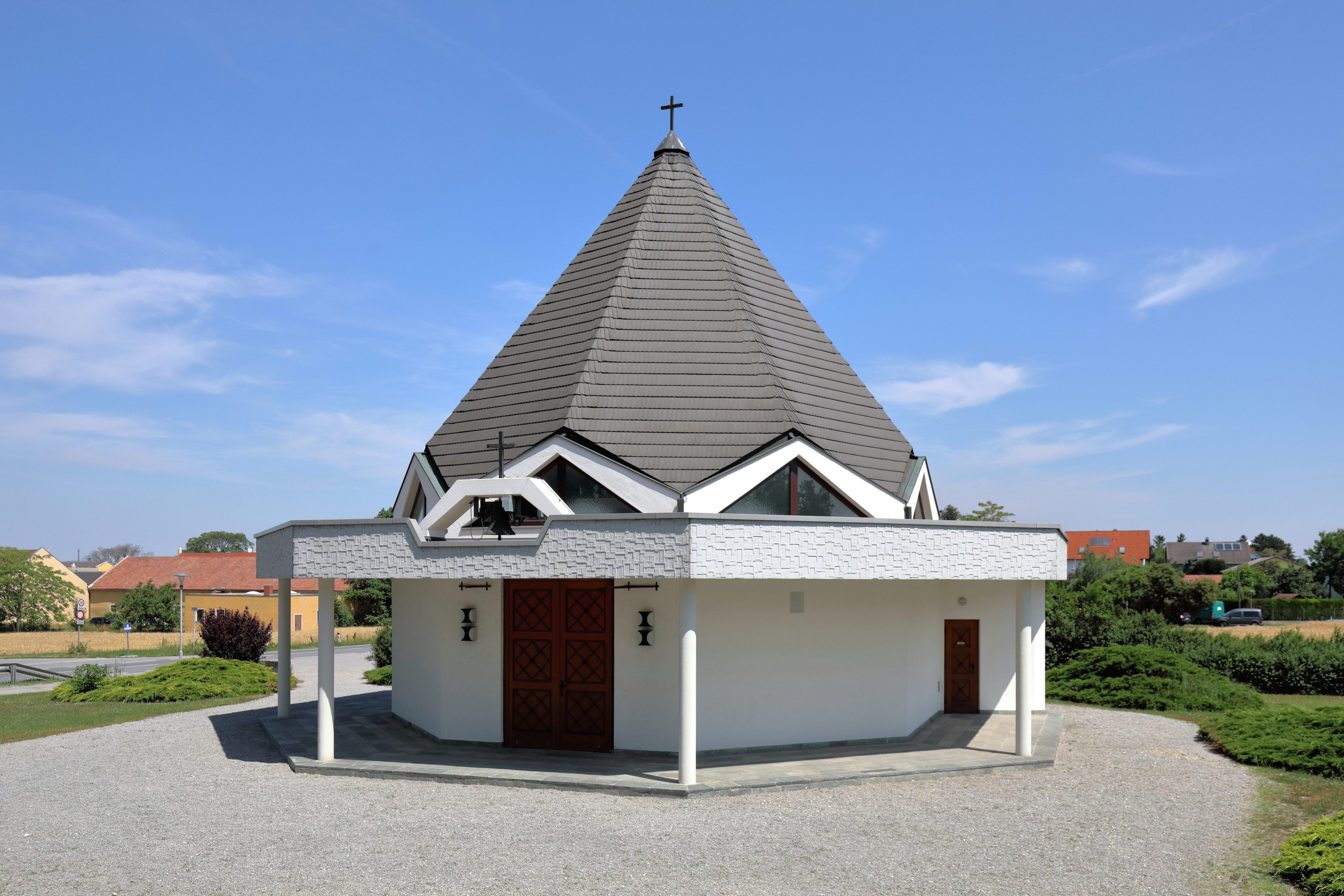
Antoniuskapelle

Am 19. Mai 1986 nahm Weihbischof Florian Kuntner die Einweihung der Aufbahrungshalle bzw. der Antoniuskapelle vor. Der Achteckbau wurde am südlichen Ortsausgang nach Plänen des Architekten Anton Seemann errichtet.
Am 8. Juni 2008 feierte Pellendorf „900 Jahre Pellendorf“ und „100 Jahre Freiwillige Feuerwehr Pellendorf“.

## Öffentliche Einrichtungen
In Pellendorf befindet sich ein Kindergarten.

## Sehenswürdigkeiten
- Glockenturm: Da in Pellendorf früher keine Kirche bestand, wurde mitten im Ortsgebiet zu einem nicht mehr feststellbaren Zeitpunkt ein hölzerner Glockenturm zwischen den Häusern Lanzendorferstraße 3 und Lanzendorferstraße 5 errichtet.
- Leonhardkapelle: Nach Ausbruch der Rinderpest 1851 wurde vom Bürgermeister Leopold Andrä der Vorschlag gemacht eine dem heiligen Leonhard von Limoges gewidmete Kapelle, zu erbauen.
- Mariensäule: eine Pietà, hat ihren Standort neben dem Ortsfriedhof. Diese Säule stand in einem Feld und wurde mit Zustimmung des Bundesdenkmalamtes 1964 nach der Restaurierung an den Straßenrand aufgestellt. 1969 wurde die Säule am jetzigen Standort beim Friedhof aufgestellt. Laut Verordnung des Bundesdenkmalamtes steht diese Säule unter Denkmalschutz. Schlanke vierkantige Steinsäule mit Pietà.
- Kreuzsäule: Denkmalgeschützte Steinsäule mit Kleeblattkreuz. Diese steht auf der Kreuzung der Hintausstraße Spannheide und der Siedlungsstraße Am Sportplatz.
- Schutzengelsäule: hat ihren Standplatz am linken Straßenrand der Landesstraße Pellendorf nach Lanzendorf nach der Mitterbachbrücke.
- Schwinghammersäule: Sie befindet sich in der Gemeindestraße Am Kellerberg vor dem Haus Nr. 17 und besteht bereits seit dem Jahre 1647. Die Säule steht lauf Verordnung des Bundesdenkmalamtes vom 15. Jänner 2002 unter Denkmalschutz.
- Franz-Schubert-Denkmal: Dieses Denkmal zur Erinnerung an den berühmten Wiener Liederfürsten Franz Schubert wurde im Jahre 1928 vor dem Gasthaus Schwarz aufgestellt und wegen der Neugestaltung des Platzes vor diesem Gasthaus in den Park zu Beginn der Franz-Andre-Straße verlegt und anlässlich der 900-Jahr Feier im Jahr 2008 an seinen jetzigen Standort bei der Leonhardkapelle verlegt.
- Jubiläumsbrunnen: Zur Erinnerung an die Feier 900-Jahre Pellendorf und 100-Jahre Feuerwehr Pellendorf wurde im Jahre 2008 ein Brunnen bei der Leonhardkapelle aufgestellt.

Leonhardkapelle
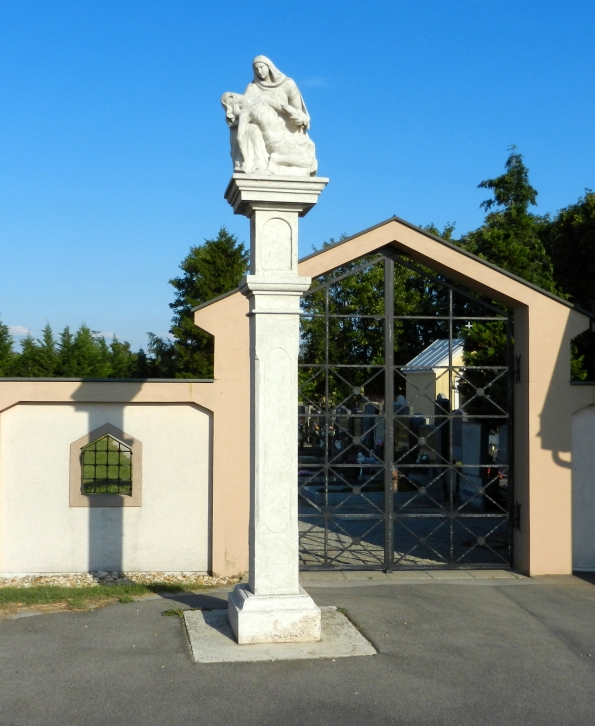
Pietà (2011)
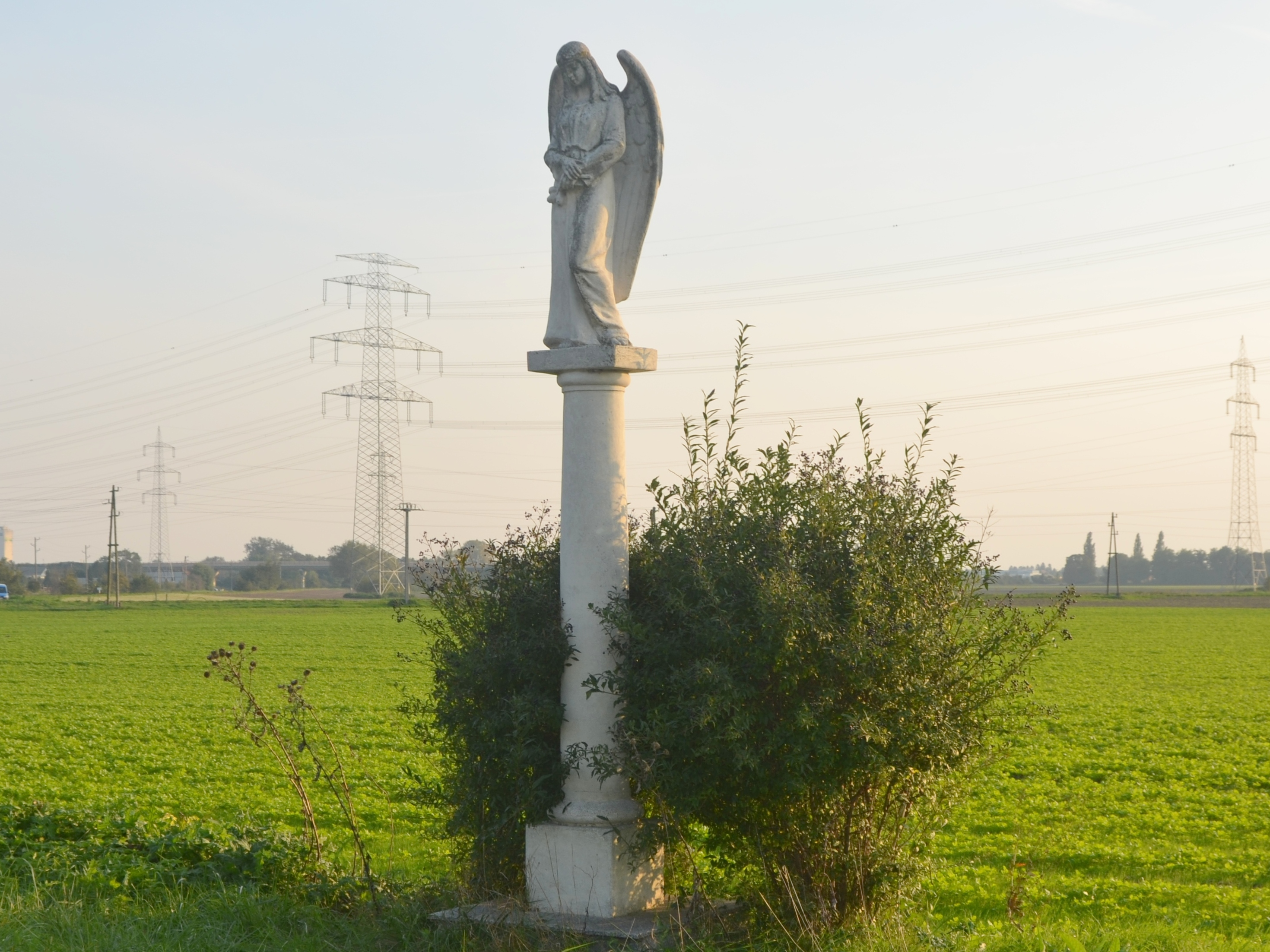
Schutzengelsäule: am linken Straßenrand der Landesstraße Pellendorf nach Lanzendorf nach der Mitterbachbrücke
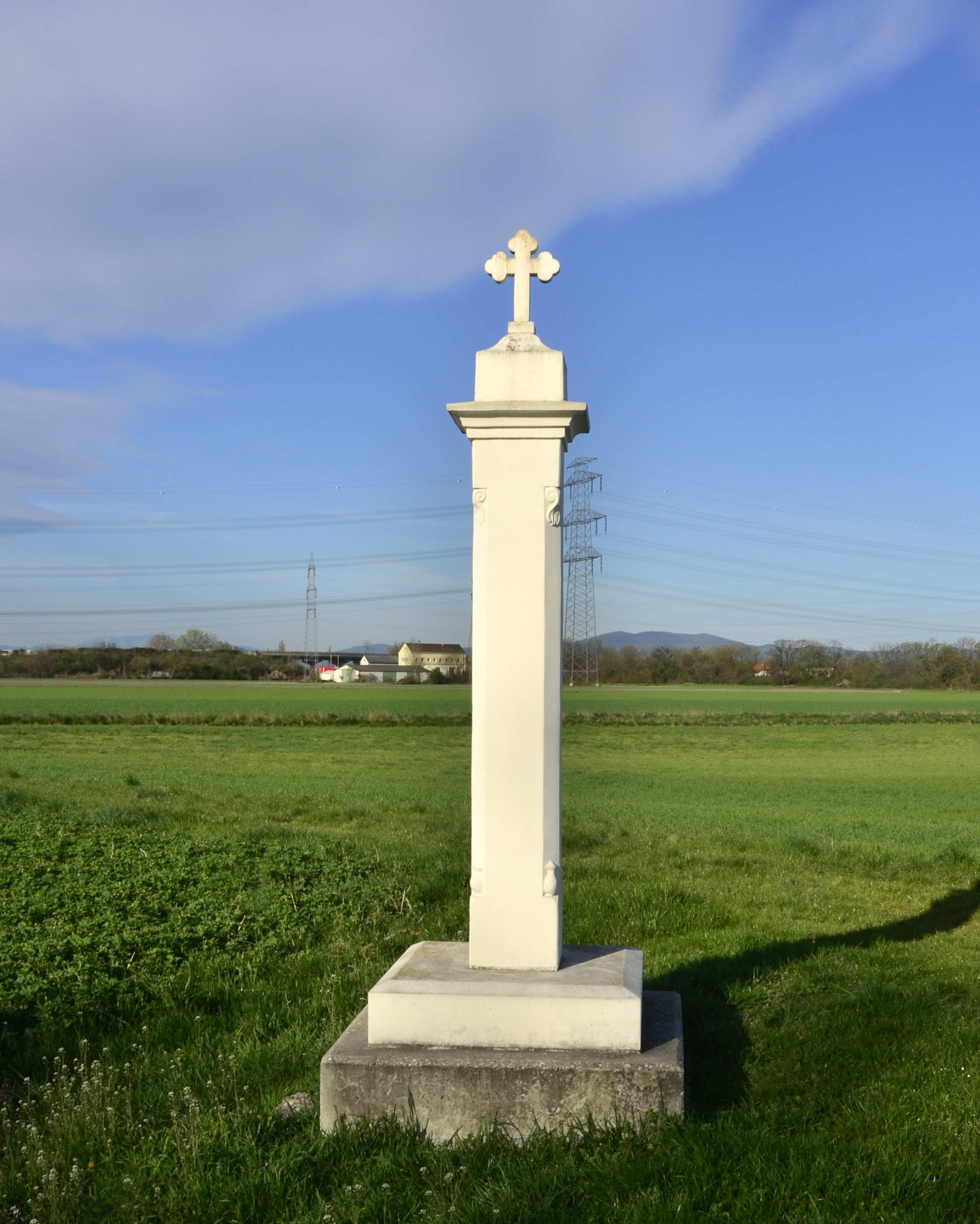
Steinsäule mit Kleeblattkreuz